# Gungstolen (pjäs)
Gungstolen är en teaterpjäs av Hasse Ekman, med premiär 1961. En komedi i tre akter och sex tablåer. Pjäsen uruppfördes på Intiman i Stockholm den 10 november 1961 med regi av Hasse Ekman, dekor av Yngve Gamlin och kostymer av Mago. Huvudrollerna spelades av Alice Eklund (friherrinnan), Sickan Carlsson (Millie), John Norrman ("Greven"), Hasse Ekman (Per), Sven Lindberg (Curt-Ivar), Maude Adelson (Elva) och Claes Esphagen (radiopolisen).

## Handling
Handlingen utspelar sig i familjen Hellkvists villa i Äppelviken under tre dygn i juni. Den handlar om en gungstol i vilken personerna som sätter sig i den, får sina erotiska fantasier uppfyllda. 

## Huvudpersoner
- Millie Hellkvist
- Per Hellkvist, redaktör
- Curt-Ivar Dahlgren, entomolog
- Konsulinnan Grönwall, Millies mor
- Elva
- "Greven", antikvitetshandlare
- Främlingen
- Främlingen nr 2
- Radiopolisen